# Фараонизм
Фараони́зм — идеология, возникшая в Египте 1920-х и 1930-х годов. Её последователи вдохновлялись доисламским Египтом и утверждали, что страна была частью большой средиземноморской цивилизации. Фараонизм подчеркивал роль реки Нил и Средиземного моря в становлении египетского государства. Главным апологетом фараонизма был Таха Хусейн.

## Египетская идентичность

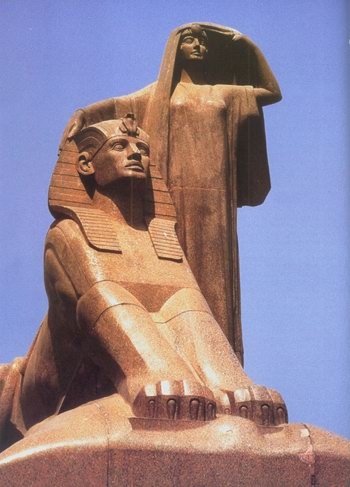
Махмуд Мухтар. Возрождение Египта 1919—1928, Ворота Каирского университета

Египетская идентичность, начиная с Египетской Империи, развивалась по большей части под влиянием собственной египетской культуры и религии (см. Древний Египет). Позже египтяне попадали под влияние иноземных правителей, в том числе берберов, нубийцев, персов, греков, римлян, арабов, турок, французов и англичан. При их власти египтяне приняли две новые религии, христианство и ислам, а говорить стали на египетском диалекте арабского языка.

## Национализм
Вопросы идентичности вышли на первый план в XX веке, когда египтяне стремились освободиться от британской оккупации, что привело к возникновению этно-территориального светского египетского национализма (также известного как «фараонизм»). Фараонизм стал доминирующим способом выражения египетских антиколониальных активистов в до- и межвоенный периоды:
Самое интересное [в Египте того времени] — отсутствие арабского компонента в раннем египетском национализме. Прорыв в египетском политическом, экономическом, и культурном развитии на протяжении девятнадцатого века сработал скорее против, чем за «арабскую» ориентацию… Расхождение политических траекторий египтян и арабов усилилось после 1900 года.
В 1931 году после визита в Египет сирийский арабский националист Сати Аль-Хусари отметил, что «[египтяне] не обладают арабскими националистическими настроениями; не признают, что Египет является частью арабских земель, и не признают, что египтяне являются частью арабской нации». Конец 1930-х стал периодом становления арабского национализма в Египте, в значительной степени благодаря усилиям сирийской, палестинской и ливанской интеллигенции. Тем не менее, через год после создания Лиги арабских государств в 1945 году со штаб-квартирой в Каире историк из Оксфордского университета Н. С. Дейтон писал:
Египтяне — не арабы, об этом знают и арабы, и они сами. Они арабоговорящие, и они мусульмане — религия на самом деле играет большую роль в их жизнях, чем у сирийцев или иракцев. Но египтяне, на протяжении первых тридцати лет [двадцатого] века, не думали о каких-то особенной связи с арабским Востоком… Египет видит в арабах достойный объект реальной и активной симпатии и, в то же время, великую возможность установления над ними лидерства, а также возможность наслаждения его плодами. Но Египет — страна в первую очередь египетская, а арабская культура там присутствует только в результате стечения обстоятельств, и главные интересы Египта — внутренние.

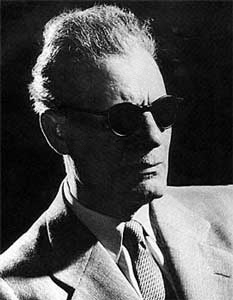
Таха Хуссейн

Одним из самых ярких египетских националистов и антиарабистов был самый известный египетский писатель XX века, Таха Хусейн. Он множество раз выражал свое несогласие с идеями арабского единства и свои убеждения по поводу египетского национализма. В одной из своих самых известных статей, написанных в 1933 году в журнале Каукаб-Эш-Шарк, он написал:
Фараонизм глубоко укоренен в душах египтян. Так и останется, и это должно продолжаться и становиться сильнее. Египтянин прежде всего фараонец, а затем араб. Египет не должны просить отрицать свой фараонизм потому что это будет означать: Египет, сокруши своего Сфинкса и свои пирамиды, забудь кто ты есть и следуй за нами! Не спрашивайте с Египта больше, чем он может предложить. Египет никогда не станет частью арабского объединения, будь его столица в Каире, Дамаске или Багдаде
Существует точка зрения, что в 1940-х годах Египет был больше подвержен территориальному, египетскому национализму и далек от панарабской идеологии. Египтяне, как правило, не идентифицировали себя как арабов, и показательно, что когда лидер египетских националистов Саад Заглюль встретил делегатов от арабских стран в Версале в 1918 году, он настаивал на том, что в своей борьбе за государственность они никак не связаны друг с другом, утверждая, что проблемы Египта — египетская проблема, а не арабская.